# يهوذا الإسخريوطي
يهوذا الإسخريوطي، هو واحد من تلاميذ المسيح الإثني عشر ويسمى أيضا بيهوذا سمعان الإسخريوطي، لقب يهوذا "الإسخريوطي" (اليونانية التوراتية: Ἰούδας Ἰσκαριώτης، رومنة: Ioúdas Iskariṓtēs)، الذي يميزه عن الأشخاص الآخرين الذين يُدعون "يهوذا" في الأناجيل، يُعتقد عادةً أنه ترجمة يونانية للعبارة العبرية איש־קריות، (Îš-Qrîyôt)، وتعني "الرجل من قريوت". ويؤيد هذا التفسير ما جاء في إنجيل يوحنا 6:71 أن يهوذا كان "ابن سمعان الإسخريوطي". ومع ذلك، فإن هذا التفسير للاسم غير مقبول بشكل كامل من قبل جميع العلماء. تقول إحدى التفسيرات البديلة الأكثر شيوعًا أن "الإسخريوطي" (ܣܟܪܝܘܛܐ (قد يكون 'Skaryota' في الآرامية السريانية، وفقًا لنص البشيطة) تحريفًا للكلمة اللاتينية sicarius، بمعنى "رجل الخنجر"، والذي يشير إلى أحد أعضاء السيكاري (סיקריים (بالآرامية)، مجموعة من المتمردين اليهود الذين اشتهروا باغتيال الناس في الحشود باستخدام سكاكين طويلة مخبأة تحت عباءاتهم. ومع ذلك، فإن هذا التفسير إشكالي، لأنه لا يوجد شيء في الأناجيل يربط يهوذا بالسيكاريين، ولا يوجد دليل على أن هذه المجموعة كانت موجودة خلال الثلاثينيات الميلادية عندما كان يهوذا على قيد الحياة.
المقطع الأول من لقبه (إسخريوطي) باللغة العبرية (יהודה איש־קריות) هو إس أو إش بمعنى رجل فيكون (القريوتي) نسبة إلى قريوت وكان كتبة الأناجيل يركزون على ذكر لقبه لتمييزه عن الرسول يهوذا تدَّاوس.
بحسب الأناجيل القانونية فإن يهوذا الإسخريوطي هو التلميذ الذي خان يسوع وسلمه لليهود مقابل ثلاثين قطعة فضة وبعد ذلك ندم على فعلته ورد المال لليهود وذهب وقتل نفسه، وبعد قيامة يسوع من الموت اختار الرسول متياس بديلا عن يهوذا ليكون من جملة الاثني عشر.
بسبب دوره السيئ السمعة في جميع روايات الأناجيل، يظل يهوذا شخصية مثيرة للجدل في التاريخ المسيحي. ويُنظر إلى خيانته على أنها بمثابة تحريك الأحداث التي أدت إلى صلب المسيح وقيامته، والتي جلبت الخلاص للبشرية وفقًا لعلم اللاهوت المسيحي التقليدي. إن إنجيل يهوذا الغنوصي الذي رفضته الكنيسة الأرثوذكسية الأولية باعتباره هرطوقيًا يصور أفعال يهوذا على أنها كانت طاعة للتعليمات التي أعطاها له يسوع، وأنه الوحيد بين التلاميذ الذي عرف تعاليم يسوع الحقيقية. منذ العصور الوسطى، تم تصوير يهوذا أحيانًا على أنه تجسيد للشعب اليهودي، وتم استخدام خيانته لتبرير معاداة السامية المسيحية.

## حياة

### الاسم والخلفية
لقب يهوذا "الإسخريوطي" Ὶσκάριωθ أو Ὶσκαριώτης، الذي يميزه عن الأشخاص الآخرين الذين يُدعون "يهوذا" في الأناجيل، يُعتقد عادةً أنه ترجمة يونانية للعبارة العبرية איש־קריות، (Îš-Qrîyôt)، وتعني "الرجل من قريوت". ويؤيد هذا التفسير ما جاء في إنجيل يوحنا 6:71 أن يهوذا كان "ابن سمعان الإسخريوطي". ومع ذلك، فإن هذا التفسير للاسم غير مقبول بشكل كامل من قبل جميع العلماء. تقول إحدى التفسيرات البديلة الأكثر شيوعًا أن "الإسخريوطي" (ܣܟܪܝܘܛܐ (قد يكون 'Skaryota' في الآرامية السريانية، وفقًا لنص البشيطة) تحريفًا للكلمة اللاتينية sicarius، بمعنى "رجل الخنجر"، والذي يشير إلى أحد أعضاء السيكاري (סיקריים (بالآرامية)، مجموعة من المتمردين اليهود الذين اشتهروا باغتيال الناس في الحشود باستخدام سكاكين طويلة مخبأة تحت عباءاتهم. ومع ذلك، فإن هذا التفسير إشكالي، لأنه لا يوجد شيء في الأناجيل يربط يهوذا بالسيكاريين، ولا يوجد دليل على أن هذه المجموعة كانت موجودة خلال الثلاثينيات الميلادية عندما كان يهوذا على قيد الحياة.

### دوره كرسول

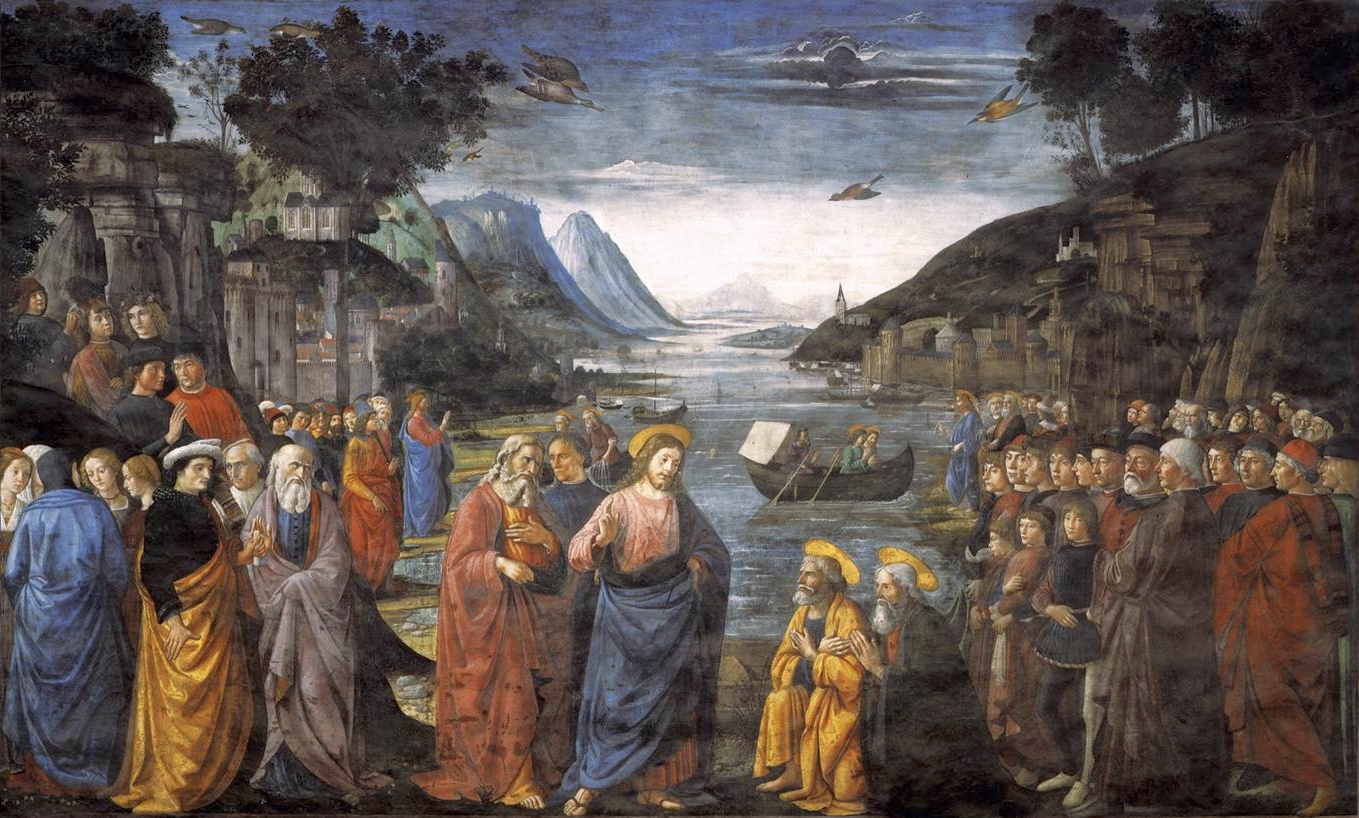
دعوة الرسل (١٤٨١) بقلم دومينيكو غيرلاندايو

على الرغم من أن الأناجيل القانونية تختلف في كثير من الأحيان حول أسماء بعض الرسل الصغار،  فإن جميع الأناجيل الأربعة تذكر يهوذا الإسخريوطي كواحد منهم. تذكر الأناجيل الإزائية أن يسوع أرسل "الإثني عشر" (بما في ذلك يهوذا) بسلطان على الأرواح النجسة وبخدمة الوعظ والشفاء: من الواضح أن يهوذا لعب دورًا نشطًا في هذه الخدمة الرسولية جنبًا إلى جنب مع الأحد عشر الآخرين. ولكن في إنجيل يوحنا كانت نظرة يهوذا مختلفة، فقد تخلى عنه العديد من تلاميذ يسوع بسبب صعوبة قبول تعاليمه، وسأل يسوع الاثني عشر إذا كانوا يريدون أن يتركوه أيضًا. تحدث سمعان بطرس نيابةً عن الاثني عشر: "يا رب، إلى من نذهب؟ كلام الحياة الأبدية عندك"، لكن يسوع لاحظ حينها أنه على الرغم من أنه هو من اختار الاثني عشر، إلا أن أحدهم (لم يذكره يسوع بالاسم، لكن الراوي هو من حدده) كان "شيطانًا" سيسلمه.

من أكثر أقوال يسوع المُوثَّقة والموثوقة في الأناجيل ما ورد في إنجيل متى 19:28، حيث يقول يسوع لرسله: 
"في العالم الجديد، عندما يجلس ابن الإنسان على عرشه المجيد،، تجلسون أنتم أيضًا على اثني عشر عرشًا، تدينون أسباط إسرائيل الاثني عشر". 

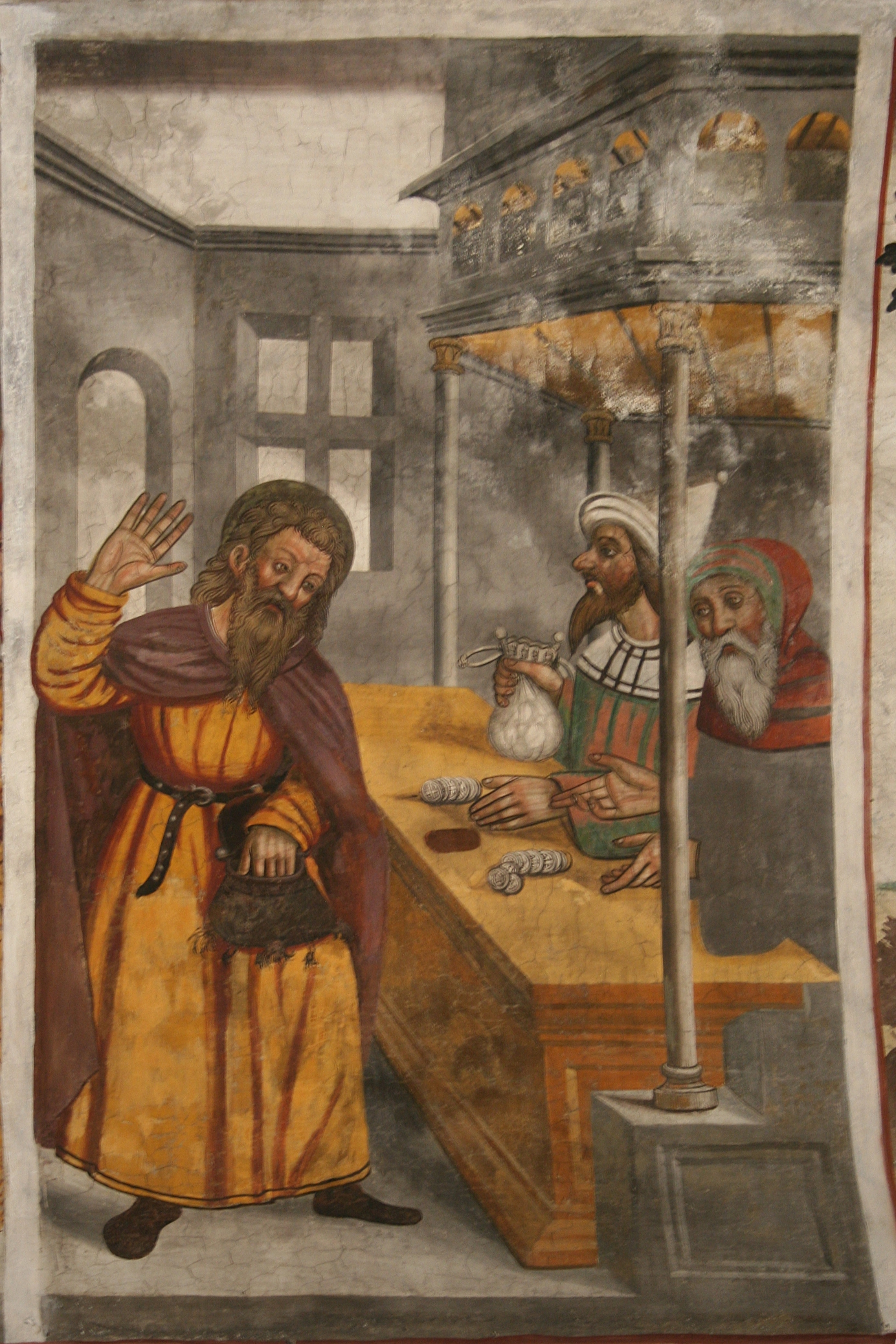
لوحة جدارية من القرن السادس عشر تصور يهوذا وهو يتقاضى 30 قطعة فضية

ويلخص عالم العهد الجديد بارت د. إيرمان إلى أن "هذا ليس تقليدًا يُرجَّح أن يكون مسيحيًا قد اختلقه لاحقًا، بعد صلب يسوع، إذ أن أحد هؤلاء الاثني عشر قد تخلى عن قضيته وخانه. لم يخطر ببال أحد أن يهوذا الإسخريوطي سيجلس على عرش مجيد في ملكوت الله. لذا، يبدو أن هذا القول يعود إلى يسوع، ويشير إلى أنه كان لديه اثنا عشر تلميذًا مقرَّبين، تنبأ عنهم بأنهم سيحكمون في الملكوت القادم".
يذكر متى بشكل مباشر أن يهوذا خان يسوع مقابل رشوة قدرها " ثلاثون قطعة من الفضة " من خلال تحديده بقبلة "قبلة يهوذا" لاعتقال جنود رئيس الكهنة قيافا، الذي سلم يسوع بعد ذلك إلى جنود بيلاطس البنطي. يذكر إنجيل مرقس أن رؤساء الكهنة كانوا يبحثون عن طريقة للقبض على يسوع. فأرادوا أن لا يفعلوا ذلك في عيد الفصح، لأنهم كانوا يخافون أن يحدث شغب بين الناس؛  بل اختاروا ليلة العيد لإلقاء القبض عليه. ووفقًا لرواية لوقا، دخل الشيطان في يهوذا في ذلك الوقت.

## يهوذا الإسخريوطي في الإنجيل
كان أول ذكر ليهوذا الإسخريوطي في الإنجيل هو أثناء اختيار يسوع لرسله الإثني عشر، وكان الإنجيل يصف يهوذا بالمُسلِّم من حيث أنه سلم يسوع لليهود (ويهوذَا الإسخريوطي الَّذِي صار مُسَلِّماً أَيضاً)، وكان يسوع يعرف دائما بأن يهوذا سيخونه أَجابهم يسوع: 
أَلَيس أَني أَنا اختَرتكم، الاِثني عشر؟ وواحد منكم شيطَانٌ! قال عن يهوذا سمعان الإسخريوطي، لأن هذا كَان مزمعاً أَن يُسَلِّمَه، وهو واحد من الاِثني عشر).

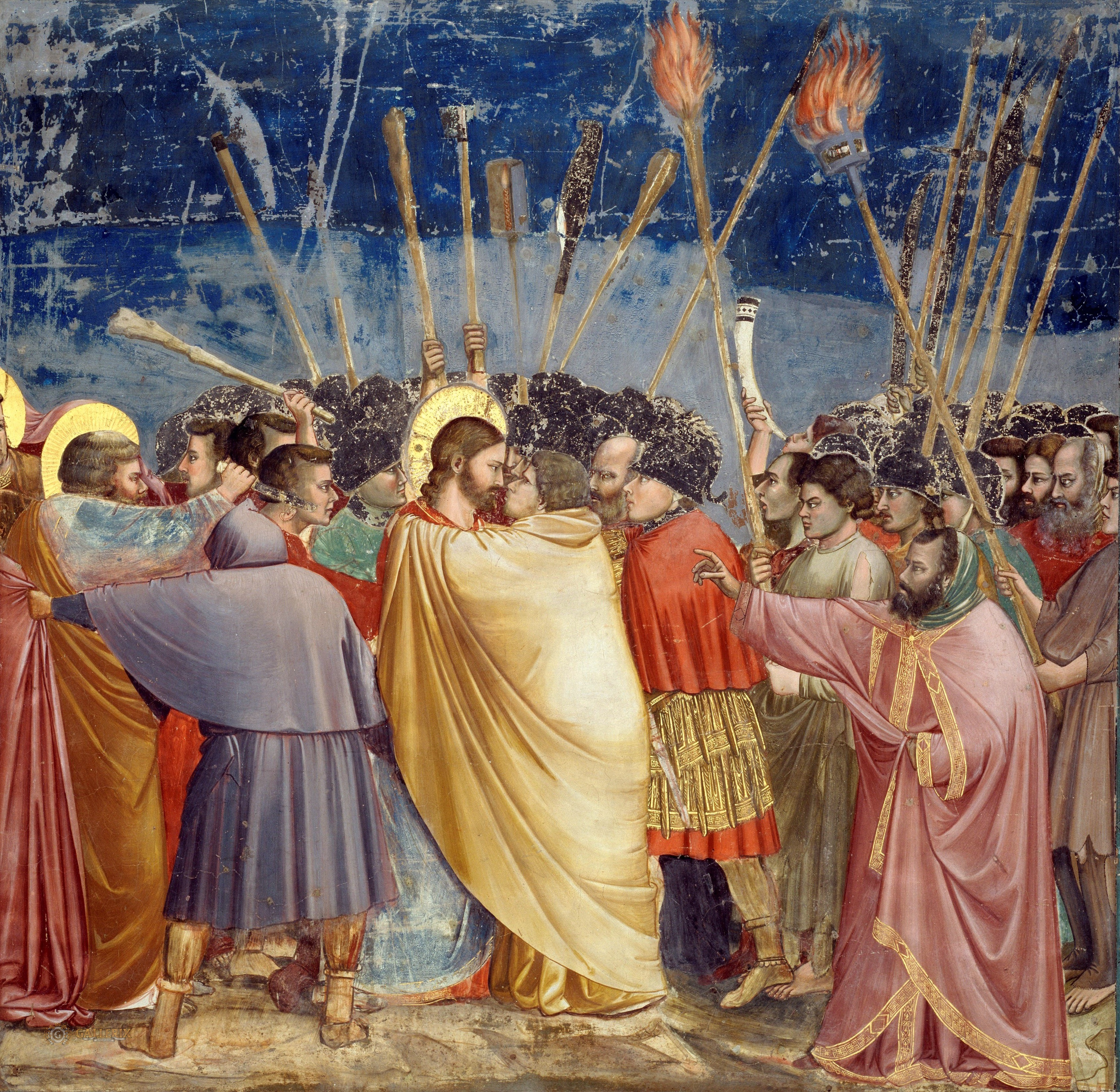
تصور لوحة قبلة يهوذا لجيوتو دي بوندوني (بين عامي 1304 و1306) قبلة يهوذا المميزة في بستان جثسيماني

وكان المسيح قد أوكل ليهوذا الإسخريوطي مهمة حفظ ماله ومال التلاميذ فكان صندوق المال عنده وكان يسرق منه (فَقَالَ واحد من تلاميذه، وهو يهوذا سمعان الإسخريوطي، المزمع أَن يُسَلِّمَه: ((لماذَا لم يبع هذا الطيب بثلاثمئة دينار ويعط للفقَراء؟)) قَال هذا ليس لأَنه كَان يبالي بِالفقَراء، بل لأَنه كَان سارقاً، وكَان الصندوق عنده، وكَان يحمل ما يلقَى فيه.).
ثم اتفق يهوذا مع رؤساء كهنة اليهود على أن يسلم لهم المسيح مقابل ثلاثين قطعة فضة في مكان خلاء لأن اليهود كانوا يخشون القبض على يسوع في النهار أمام الجموع لئلا يثوروا ضدهم، وكان يهوذا يعرف الأماكن التي اعتاد يسوع على الاختلاء بها بتلاميذه كبستان جثسيماني، وأثناء العشاء الأخير أعلن يسوع للتلاميذ عن أن واحدا منهم سيسلمه لحكم الموت لتكتمل جميع النبوات وفيما هم يأكلون قَال: 
الحق أقول لَكم: إِن واحدا منكم يُسَلِّمني.
فحزنوا جدا، وابتدأ كل واحد منهم يقول له: ((هل أنا هو يا رب؟)) فأجاب وقَال: 
الذي يغمس يده معي في الصحفة هو يُسَلِّمُني! إِن ابن الإنسان ماضٍ كَما هو مكتوب عنه، ولَكن ويل لذَلك الرجل الذي به يُسَلَّمُ ابن الإنسانِ. كَان خيراً لذَلك الرجل لو لم يولد!.
فسأل يهوذا مُسَلِّمُهُ وقال: ((هل أنا هو يا سيدي؟)) قَال له: ((أنت قلت)))، ثم دخل الشيطان قلب يهوذا.

### خيانته وموته

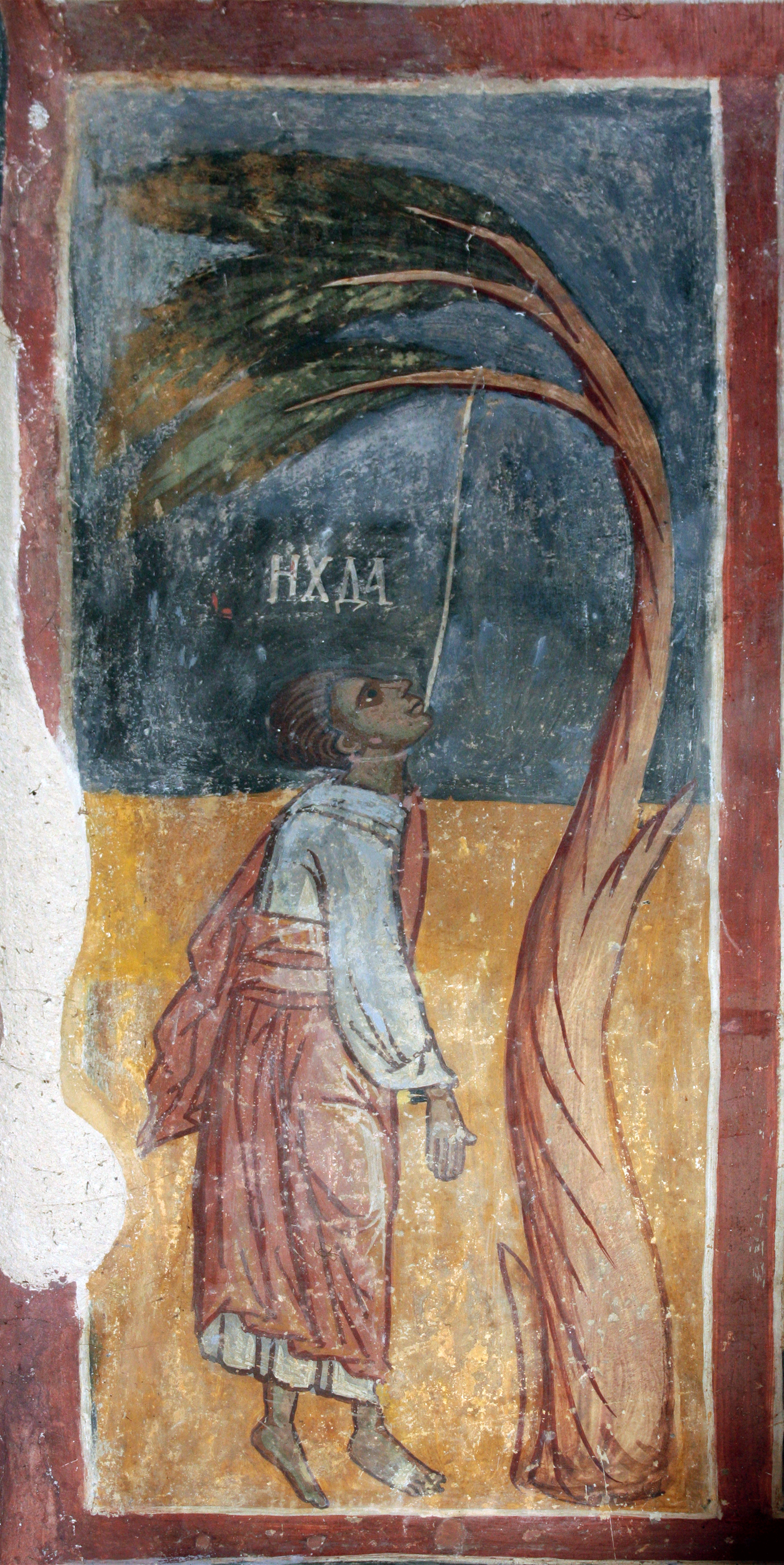
لوحة جدارية من القرن السادس عشر من دير تارجيشتي، ستروبيتس، بلغاريا، تُظهر يهوذا وهو يشنق نفسه كما هو موصوف في

كان يهوذا يعرف بطبيعة الحال الأماكن التي اعتاد يسوع أن يختلي فيها بتلاميذه فدلَّ اليهود على مكانهم في بستان جثسيماني وكان قد اتفق معهم مسبقا بان الذي سيقبله سيكون هو يسوع الناصري وعندما وصلوا قال له يسوع جملته المشهورة
(يا يهوذا، أَبِقبلةٍ تُسَلِّمُ ابن الإنسانِ؟). 
وبعد أن ألقى اليهود أيديهم على يسوع ندم يهوذا لأنه سلمه وأعاد الفضة للكهنة وذهب وشنق نفسه فابتاع رؤساء الكهنة بتلك الفضة حقل الفخاري الذي سمي «حقل الدم»، ويصف الرسول بطرس في سفر أعمال الرسل الطريقة التي مات بها يهوذا فيقول (فَإِن هذا اقتنى حقلا من أجرة الظلم وإِذ سقط على وجهِه انشق من الوسط فانسكَبت أحشاؤه كلها).
ظن يهوذا أنه يستطيع الحصول على المال مقابل خيانة يسوع دون أن يُقتل يسوع لأنه سيهرب كما فعل مرات عديدة من قبل.

## وجهة يهوذا الأبدية
لقد كانت طبيعة مصير يهوذا الأبدي موضع نقاش في اللاهوت المسيحي. وقد زعم البعض أن يهوذا قد حُكم عليه بالهلاك بسبب اليأس الذي دفعه إلى الانتحار لاحقًا. من أمثلة هذا الرأي ما ذكره كورنيليوس لابيد : "ثم أضاف يهوذا إلى خطيئته السابقة خطيئة اليأس. لم تكن خطيئة أشد بشاعة، بل كانت أشد فتكًا به، إذ دفعته إلى أعماق الجحيم. كان بإمكانه، بتوبته، أن يطلب (وقد نال بالتأكيد) العفو من المسيح. لكنه، مثل قابيل، يئس من الغفران". يقدم كتاب ثيوفيلاكت وجهة نظر مختلفة، إذ يذكر أن يهوذا "شنق نفسه ظنًا منه أنه سيسبق يسوع إلى الجحيم، وهناك يتوسل من أجل خلاصه".

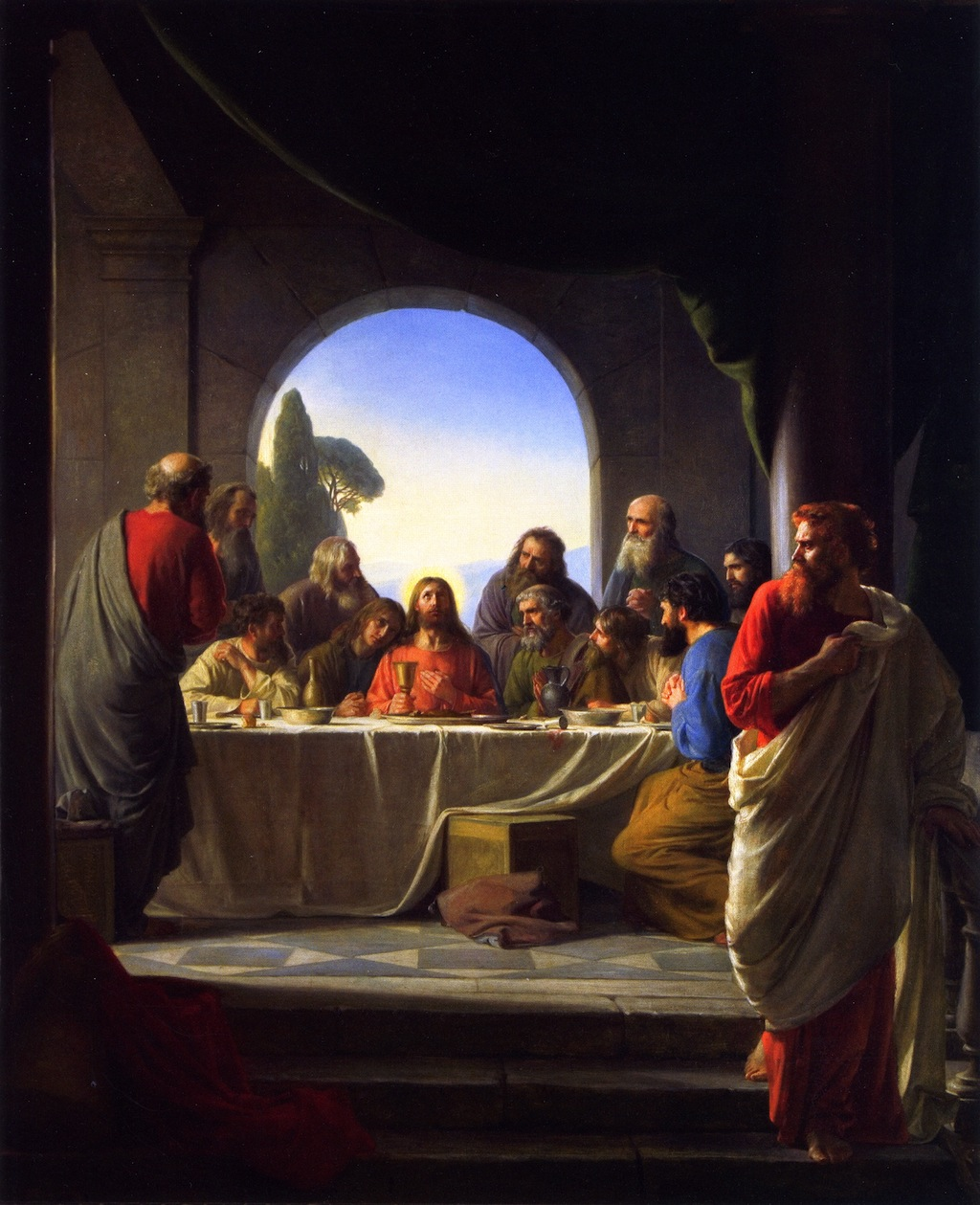
يهوذا يغادر العشاء الأخير لوحة للفنان الدنمركي كارل بلوش نهاية القرن التاسع عشر.

## إنجيل يهوذا

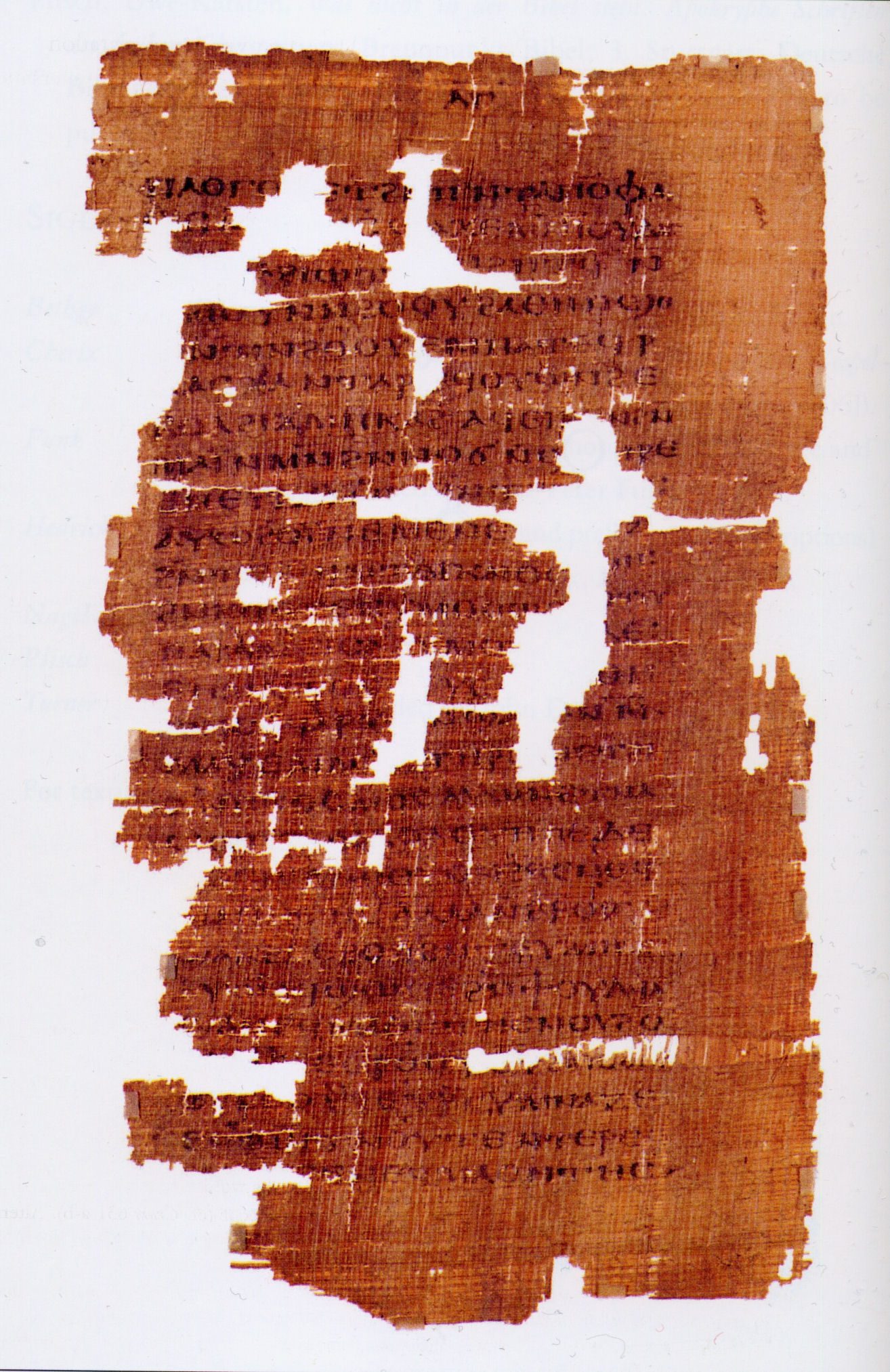
الصفحة الأولى من إنجيل يهوذا (صفحة 33 من مخطوطة تشاكوس)

في سبعينيات القرن العشرين، اكتشفت مخطوطة بردي قبطية بالقرب من بني ماسة في مصر. يبدو أنها نسخة من القرن الثالث أو الرابع الميلادي من أصل القرن الثاني، تتروي سلسلة من الحوارات التي دارت بين يسوع ويهوذا، وناقشا فيها طبيعة الكون من منظور غنوصي. حظي الاكتشاف بتغطية دولية واسعة في أبريل/نيسان 2006 عندما نشرت مجلة ناشيونال جيوغرافيك الأميركية مقالاً مميزاً بعنوان "إنجيل يهوذا" مع صور للمخطوطة الهشة وتعليقات تحليلية من خبراء مختصين ومراقبين مهتمين (ولكن دون ترجمة شاملة). جاء في مقدمة المقال: "يقول نص قديم فُقد منذ 1700 عام إن من خان المسيح كان أصدق تلاميذه".  ويشير المقال إلى بعض الأدلة على أن الوثيقة الأصلية كانت موجودة في القرن الثاني: "حوالي عام 180 بعد الميلاد، كتب إيريناوس، أسقف ليون في ما كان يُعرف آنذاك ببلاد الغال الرومانية، أطروحة ضخمة بعنوان ضخمة بعنوان "ضد الهرطقات" [حيث هاجم] "تاريخًا خياليًا"، "يطلقون عليه اسم إنجيل يهوذا".
قبل أن يتم توزيع طبعة المجلة، قامت وسائل الإعلام الإخبارية الأخرى بتغطية القصة، واختصارها ونقلها بشكل انتقائي.
في ديسمبر 2007، أكدت أبريل ديكونيك أن ترجمة ناشيونال جيوغرافيك سيئة للغاية: "على سبيل المثال، في إحدى الحالات، يشير نص ناشيونال جيوغرافيك إلى يهوذا باسم "دايمون"، والذي ترجمه خبراء الجمعية إلى "روح". ومع ذلك، فإن الكلمة المقبولة عالميًا لـ "الروح" هي "بنوما" في الأدب الغنوصي، تُفهم كلمة "دايمون" دائمًا على أنها "شيطان. ردت الجمعية الجغرافية الوطنية بأن "جميع القضايا التي أثارتها أبريل د. ديكونيك تقريبًا حول خيارات الترجمة قد تم تناولها في الحواشي السفلية في كل من الطبعات الشائعة والنقدية". في مراجعة لاحقة للقضايا والمنشورات ذات الصلة، تساءلت الناقدة جوان أكوسيلا عما إذا كانت النوايا الخفية قد بدأت تتغلب على التحليل التاريخي، على سبيل المثال، ما إذا كان نشر إنجيل يهوذا يمكن أن يكون محاولة لدحض الاتهامات القديمة المعادية للسامية. وخلصت إلى أن الصدام المستمر بين الأصولية الكتابية ومحاولات المراجعة كان طفوليًا بسبب عدم موثوقية المصادر. لذلك، جادلت قائلةً: "يُفسّر الناس ويُغشّون. والحل ليس في إصلاح الكتاب المقدس، بل في إصلاح أنفسنا". وقد شكّك علماء آخرون في الترجمة والتفسير الأوليين لإنجيل يهوذا الذي قام به فريق خبراء ناشيونال جيوغرافيك.

## صيام يوم الأربعاء
في ترانيم الكنيسة الأرثوذكسية الشرقية في يوم الأربعاء العظيم (الأربعاء الذي يسبق عيد الفصح)، يتم مقارنة يهوذا بالمرأة التي دهنت يسوع بالعطر الثمين وغسلت قدميه بدموعها. إن ترانيم يوم الأربعاء العظيم تتناقض مع هاتين الشخصيتين، وتشجع المؤمنين على تجنب مثال التلميذ الساقط، وتقليد مثال مريم في التوبة بدلاً من ذلك. كما يعتبر يوم الأربعاء يوم صيام عن اللحوم ومنتجات الألبان وزيت الزيتون طوال العام في ذكرى خيانة يهوذا. إن صلوات الاستعداد لاستقبال القربان المقدس تذكر أيضًا خيانة يهوذا: "لن أكشف أسرارك لأعدائك، ولن أخونك بقبلة مثل يهوذا، بل مثل اللص على الصليب سوف أعترف بك".

## وصلات خارجية
- "يهوذا الإسخريوطي" في الموسوعة اليهودية.
- "حقيقة الإنجيل" : مقال في صحيفة نيويورك تايمز عن إنجيل يهوذا.